# 皮夏内
49°17′8″N 23°56′11″E / 49.28556°N 23.93639°E
皮夏内（烏克蘭語：Піщани），是烏克蘭的村庄，位於該國西部利沃夫州，由斯特雷區斯特雷市鎮負責管轄，處於斯特雷河畔，始建於1862年，面積12平方公里，海拔高度260米，2001年人口463。